# 鄭仲恒 (藝人)
鄭仲恒（英語：Colin Cheng，1988年7月30日—），香港男子武術運動員及夢想沙龍娛樂文化有限公司旗下藝人，曾參加《超级巨聲3》、《中國好男兒》等選秀比賽。
鄭仲恒為現役香港武術運動員及夢想沙龍娛樂文化有限公司旗下藝人。他八歲便加入香港武術隊。十四歲於北京什刹體育運動學校受訓四年。畢業於北京體育大學。精於長拳、刀術、棍術及對練的他，曾於2008年北京奧運武術比賽刀棍全能獲取銅牌。2011年土耳其11屆世界武術錦標對練奪取金牌。除武術外，他同樣熱愛唱歌。在2011年參加由無線電視舉辨之《超级巨聲3》，成為最後十強，可惜中段因要前往土耳其出賽而在第十集後退出。參賽歌曲包括手放開、永遠愛著你及天梯。
在今年九月初，他曾赴廣州參選了由廣東電視舉辦之《中國好男兒》演藝才華選秀。他從全國數萬名參選者成功通過首48名選拔賽。可惜卻在十二月初在走秀項目後無緣晉身24強。
2015年，已取得武術及健身教練資格的他，希望能夠向歌藝事業發展。
2017年更遠赴加拿大溫哥華拍攝首部電影《狙擊密令/The Hit》擔當其中一位男主角，有幸與另一男主角安志杰切磋。

## 國際多項運動會紀錄及成績
- 第十一屆世界武術錦標賽對練金牌，土耳其
- 第五屆東亞運動會對練金牌，香港
- 第十屆上海國際武術博覽會棍術金牌
- 第八屆亞洲武術錦標賽對練金牌
- 第八屆世界武術錦標賽棍術銀牌，越南
- 第七屆亞洲武術錦標賽對練銀牌
- 高雄世界運動會刀術棍術全能銀牌
- 2008北京奧運武術比賽刀棍全能銅牌
- 第十屆世界武術錦標賽對練銅牌
- 海峽兩岸及港澳地區傳统武術交流大賽八極拳及三節棍一等獎

## 榮譽
香港武術聯會武術套路三級(高級)教練
香港教練培訓委員會三级(高級)教練
國際高級私人體適能教練
香港傑出運動員選舉
「ESPN STAR Sports香港青少年運動員獎學金」得主（2003年）
「香港傑出青少年運動員」（2006年）
「香港最佳運動組合」（2011年，與男子武術對練隊共同奪得）

## 超級巨聲3比賽成績
| 集數 | 首播日期   | 比賽主題             | 參賽歌曲                                                                  | 原唱者                                                                        | 分數     |                                       |
| ---- | ---------- | -------------------- | ------------------------------------------------------------------------- | ----------------------------------------------------------------------------- | -------- | ------------------------------------- |
| 01   | 2011/08/14 | 巨聲初歌             | 手放開                                                                    | 李聖傑                                                                        | 13/25    |                                       |
| 03   | 2011/08/28 | 唱說巨聲故事（下）   | 原諒我                                                                    | 蕭敬騰                                                                        | 13/25    | 跌入淘汰區                            |
| 04   | 2011/09/04 | 超級巨聲新勢力       | 你瞞我瞞 那誰 思覺失調 習慣失戀 心寒 停電 Tonight Tonight 飛女正傳 發現號 | 陳柏宇 蘇永康 劉浩龍 容祖兒 鄧健泓、鄭中基 黃馨、陳小春 Mr. 楊千嬅 RubberBand | 18/25    | 與陳國靖、李礎業、林麗詩合組超合金聲' |
| 05   | 2011/09/11 | 偶像巨聲挑戰賽（上） | 天梯                                                                      | C AllStar                                                                     | 15/25    | 與C AllStar合唱                       |
| 07   | 2011/09/25 | 世紀金曲生死戰（上）   | 永遠愛著你                                                                | 草蜢                                                                          | 15/25    |                                       |
| 09   | 2011/10/09 | 決戰巨聲幫（上）     | 《專屬天使》、《童話》、《最幸福的事》                                    | Tank、光良、梁文音                                                            | 79.4/100 | 與廖仲謙、王子豪、王子杰勝一幫        |
| 11   | 2011/10/23 | 八強決定戰           | —                                                                         | —                                                                             | —        | 退出比賽                              |

## 電視
- 飛虎之潛行極戰
- 2023年 大陸劇集「歡顏」飾演 陳虎

## 外部連結
- 郑仲恒、黑志宏、梁家玮获武术套路男子对练金牌 Archive.today的存檔，存档日期2013-04-28
- 李致和 鄭仲恆準備淘「金」
- 武术套路男子棍术比赛 中国香港郑仲恒
- 鄭仲恒的新浪微博